# Играта на играчките 3
„Играта на играчките 3“ (на английски: Toy Story 3) e американски 3D анимационен филм от 2010 г. с режисьор Лий Ънкрич. Това е третият филм от поредицата „Играта на играчките“. Филмът е продуциран от Пиксар (Pixar Animation Studios) и се разпространява от Walt Disney Pictures. Премиерата му е на 18 юни 2010 г. „Играта на играчките 3“ печели положителни отзиви от филмовите критици.

## Синхронен дублаж
| Роля                 | Изпълнител |
| -------------------- | --- |
| Уди                  | Анислав Лазаров |
| Баз светлинна година | Мариан Маринов |
| Джеси                | Златина Тасева |
| Г-н Картоф           | Николай Николаев |
| Г-жа Картоф          | Ива Апостолова |
| Хам                  | Георги Стоянов |
| Слинки               | Петър Върбанов |
| Рекс                 | Кирил Маричков |
| Лоцо                 | Стефан Данаилов |
| Анди                 | Иван Велчев |
| Кен                  | Николай Илиев |
| Барби                | Саня Борисова |
| Бони                 | Малена Шишкова |
| Стреч                | Василка Сугарева |
| Доли                 | Симона Нанова |
| Трикси               | Цветослава Симеонова |
| Господин Бодливко    | Тодор Георгиев |
| Златорог             | Петър Калчев |
| Чакълс               | Стефан Сърчаджиев |
| Други гласове        | Анатолий Божинов Елена Пеева Илия Иванов Лина Шишкова Момчил Степанов Павел Петков Росен Русев Христо Гатев Борис Касиков Георги Иванов Живко Джуранов Константин Томов Мартин Петрусенко Николай Пърлев Павлин Табашки Петя Абаджиева Светлана Смолева Стефан Младенов Явор Караиванов Деца: Нео Куртев Ния Чолакова Ралица Абаджиева Стоян Василев Анна-Мария Върбани |

| Песен           | Изпълнител                                                                                      |
| --------------- | ----------------------------------------------------------------------------------------------- |
| Приятел имаш ти | Музика: Ранди Нюман Български текст: Румен Шопов Десислава Софранова Изпълнява: Анислав Лазаров |

| Обработка                       | Александра Аудио                      |
| ------------------------------- | ------------------------------------- |
| Режисьор на дублажа             | Симона Нанова                         |
| Превод                          | Венета Янкова                         |
| Музикален режисьор              | Десислава Софранова                   |
| Тонрежисьори на записа          | Петър Костов Пламен Чернев            |
| Творчески директор              | Венета Янкова                         |
| Микс студио                     | Shepperton International              |
| Продуцент на българската версия | Disney Character Voices International |